# Daisuke Namikawa
Daisuke Namikawa (浪川 大輔 Namikawa Daisuke?,  Tokio, Japón, 2 de abril de 1976) es un actor, seiyū y cantante japonés, quien comenzó a actuar a la edad de ocho años. A menudo es confundido con Daisuke Hirakawa debido a que sus nombres escritos en kanji, solo se diferencian en un carácter. A pesar de su amplia gama de voz, interpreta principalmente a personajes jóvenes tales como Mikage en 07-Ghost, Fay D. Flourite en Tsubasa: Reservoir Chronicle, Jellal Fernandes y su contraparte Mystogan en Fairy Tail y Keita Ibuki en Kuro Kami. También ha dado voz a antagonistas y villanos como Ulquiorra Cifer en Bleach, Hisoka Morow en Hunter × Hunter (2011), Kei Kurono en Gantz, Eustass Kid en One Piece y Toutaku Chūei en Ikki Tousen.
Realizó su debut como director en Wonderful World, una película de acción en vivo que se estrenó en Japón a principios del verano de 2010. También protagonizó dicha película junto con otros seiyūs, Mamoru Miyano, Tomokazu Sugita, Tomokazu Seki, Rikiya Koyama, Yūka Hirata, Toshiyuki Morikawa, Kōichi Yamadera, Showtaro Morikubo y Yūko Kaida. Ganó el premio en la categoría de "Mejor Actor" por sus papeles secundarios en la cuarta edición de los Seiyū Awards.

## Filmografía

### Anime
- Los nombres en negrita son sus papeles protagónicos.

| Año  | Título                                                 | Papel                                              | Ref.          |
| ---- | ------------------------------------------------------ | -------------------------------------------------- | ------------- |
| 1993 | Nintama Rantarō                                        | Saitō Takamaru                                     |               |
| 1996 | Detective Conan                                        | Shirō Ogata                                        |               |
| 1997 | Kero Kero Chime                                        | Aoi                                                |               |
| 1998 | Yu-Gi-Oh!                                              | Hayama                                             |               |
| 1999 | Arc the Lad                                            | Elk                                                |               |
| 2000 | Gensomaden Saiyuki                                     | Kami-sama                                          |               |
| 2000 | Yu-Gi-Oh! Duel Monsters                                | Ryota Kajiki                                       |               |
| 2001 | The Prince of Tennis                                   | Chōtarō Ōtori                                      |               |
| 2001 | The Legend of Condor Hero                              | Yang Guo                                           |               |
| 2002 | Genma Taisen                                           | Jin                                                |               |
| 2002 | Wagamama Fairy Mirmo de Pon!                           | Yūki Setsu                                         |               |
| 2002 | Naruto                                                 | Sumaru                                             |               |
| 2003 | Beyblade G-Revolution                                  | Hitoshi Kinomiya                                   |               |
| 2003 | Dokkoida?!                                             | Suzuo Sakurasaki / Dokkoida                        |               |
| 2003 | Onegai☆Twins                                           | Maiku Kamishiro                                    |               |
| 2003 | Ikki Tōsen                                             | Chūei Tōtaku                                       |               |
| 2003 | Gilgamesh                                              | Tatsuya Madoka                                     |               |
| 2003 | Maburaho                                               | Mitsuaki Nanba                                     |               |
| 2004 | Superior Defender Gundam Force                         | Guneagle, Hogaremaru                               |               |
| 2004 | Hi no Tori (Fénix)                                     | Takeru                                             |               |
| 2004 | Kyō Kara Maō!                                          | Antoine Jean Pierre, Ryan                          |               |
| 2004 | Bōkyaku no Senritsu                                    | Nick                                               |               |
| 2004 | Gantz: First Stage                                     | Kei Kurono                                         |               |
| 2004 | Agatha Christie no Meitantei Poirot to Marple          | Constable Hearst, Chibo                            |               |
| 2004 | Gantz: Second Stage                                    | Kei Kurono                                         |               |
| 2004 | BECK: Mongolian Chop Squad                             | Yukio Tanaka                                       |               |
| 2004 | Major                                                  | Joe Gibson Jr.                                     |               |
| 2005 | Tsubasa: Reservoir Chronicle                           | Fay D. Flourite                                    |               |
| 2005 | Honey and Clover                                       | Rokutarō                                           |               |
| 2005 | Oku-sama wa Joshi Kōsei                                | Sonoda-sensei                                      |               |
| 2005 | Full Metal Panic! The Second Raid                      | Leonardo Testarossa                                |               |
| 2005 | Idaten Jump                                            | Kyōichi Shidō                                      |               |
| 2006 | Utawarerumono                                          | Benawi                                             |               |
| 2006 | Ouran High School Host Club                            | Tetsuya Sendō                                      |               |
| 2006 | .hack//Roots                                           | Iyoten                                             |               |
| 2006 | Ray                                                    | Kōichi                                             |               |
| 2006 | Black Lagoon                                           | Rokurō Okajima                                     |               |
| 2006 | Saiunkoku Monogatari                                   | Eigetsu Tō / Yōgetsu                               |               |
| 2006 | Fushigiboshi no Futagohime                             | Toma                                               |               |
| 2006 | Musashi Gundoh                                         | Musashi Miyamoto                                   |               |
| 2006 | The Third: Aoi Hitomi no Shojo                         | Iks                                                |               |
| 2006 | Pokémon: diamante y perla                              | Lucian                                             |               |
| 2006 | Bakumatsu Kikansetsu Irohanihoheto                     | Yōjirō Akizuki                                     |               |
| 2006 | Katekyō Hitman Reborn!                                 | Giotto/Vongola Primo, Sawada Tsunayoshi (adulto)   |               |
| 2006 | Tokyo Tribe 2                                          | Kai Deguchi                                        |               |
| 2006 | Black Lagoon: The Second Barrage                       | Rokurō Okajima                                     |               |
| 2007 | D.Gray-man                                             | Dodge                                              |               |
| 2007 | Bleach                                                 | Ulquiorra Cifer                                    |               |
| 2007 | Wellber no Monogatari: Sisters of Wellber              | Galahad Eiger                                      |               |
| 2007 | El cazador de la bruja                                 | Miguel                                             |               |
| 2007 | Blue Dragon                                            | Jiro                                               |               |
| 2007 | Hayate no Gotoku!                                      | Schmidt hen Bach                                   |               |
| 2007 | Wangan Midnight                                        | Kōichi Hiramoto                                    |               |
| 2007 | Hacia la Tierra...                                     | Leo                                                |               |
| 2007 | Saiunkoku Monogatari Dai 2 Shirizu                     | Eigetsu Tō / Yōgetsu                               |               |
| 2007 | Mononoke                                               | Sōgen                                              |               |
| 2007 | Shigurui                                               | Gennosuke Fujiki                                   |               |
| 2007 | Mobile Suit Gundam 00                                  | Michael Trinity                                    |               |
| 2007 | MapleStory                                             | Ariba                                              |               |
| 2007 | Seto no Hanayome                                       | Yoshiuo Minamoto                                   |               |
| 2008 | Persona Trinity Soul                                   | Tōma Shikura                                       |               |
| 2008 | Spice and Wolf                                         | Zheren'                                            |               |
| 2008 | Nabari no Ō                                            | Tobari Durandal Kumohira                           |               |
| 2008 | Mugen no Jūnin                                         | Araya Kawakami                                     |               |
| 2008 | Mōryō no Hako                                          | Morihiko Toriguchi                                 |               |
| 2008 | Katekyō Hitman Reborn!                                 | Giotto, Tsunayoshi Sawada (adulto)                 |               |
| 2009 | Hajime no Ippo                                         | Manabu Itagaki                                     |               |
| 2009 | Kuro Kami                                              | Keita Ibuki                                        |               |
| 2009 | Hetalia: Axis Powers                                   | Italia, Romano                                     |               |
| 2009 | Hanasakeru Seishōnen                                   | Rumaty Ihvan di Raginei / Machaty Sheik di Raginei |               |
| 2009 | 07-Ghost                                               | Mikage                                             |               |
| 2009 | Kimi ni Todoke                                         | Shōta Kazehaya                                     |               |
| 2009 | Kobato.                                                | Ginsei, Fay D. Flourite                            |               |
| 2009 | Fairy Tail                                             | Jellal Fernandes                                   |               |
| 2009 | One Piece                                              | Eustass Kid                                        |               |
| 2010 | Fullmetal Alchemist: Brotherhood                       | Van Hohenheim (joven)                              |               |
| 2010 | Hetalia: World Series                                  | Italia, Romano                                     |               |
| 2010 | Battle Spirits Ryūko no Ken                            | Barone                                             |               |
| 2010 | Senkō no Naito Reido                                   | Kazura Iha                                         |               |
| 2010 | House of Five Leaves                                   | Masanosuke Akitsu                                  |               |
| 2010 | Mitsudomoe                                             | Gachi Ranger Blue                                  |               |
| 2010 | Sengoku Basara                                         | Musashi Miyamoto                                   |               |
| 2010 | Doraemon                                               | Johann Marusheru                                   |               |
| 2011 | Kimi ni Todoke                                         | Shōta Kazehaya                                     |               |
| 2011 | Level E                                                | Príncipe Baka                                      |               |
| 2011 | Little Battlers Experience                             | Kazuya Aoshima                                     |               |
| 2011 | Kaiji                                                  | Seiya Ichijō                                       |               |
| 2011 | Yondemasu Yo, Azazel-san                               | Akutabe                                            |               |
| 2011 | Fate/Zero                                              | Waver Velvet                                       |               |
| 2011 | Persona 4: The Animation                               | Yu Narukami                                        |               |
| 2011 | Hunter × Hunter                                        | Hisoka Morow                                       |               |
| 2012 | Area no Kishi                                          | Oda Ryoma                                          |               |
| 2012 | Aquarion Evol                                          | Schrade                                            |               |
| 2012 | Danshi Kōkōsei no Nichijō                              | Motoharu                                           | [ 3 ]         |
| 2012 | Little Battlers Experience W                           | Kazuya Aoshima                                     | [ 4 ]         |
| 2012 | Shin Sekai Yori                                        | Squealer                                           | [ 5 ]         |
| 2012 | Lupin III: La mujer llamada Mina Fujiko                | Goemon Ishikawa XIII                               |               |
| 2012 | Magic Kaito                                            | Spider                                             |               |
| 2012 | Persona 4: The Animation                               | Yu Narukami                                        | [ 6 ]         |
| 2012 | Hiiro no Kakera                                        | Yūichi Komura                                      | [ 7 ]         |
| 2012 | Fate/Zero 2                                            | Waver Velvet                                       |               |
| 2012 | Medaka Box                                             | Kōki Akune                                         | [ 8 ]         |
| 2012 | Zetman                                                 | Jin Kanzaki                                        | [ 9 ]         |
| 2012 | K                                                      | Yashiro Isana / Adolf K. Weismann                  |               |
| 2012 | Kamisama Hajimemashita                                 | Ryū Sukuna                                         | [ 10 ]        |
| 2012 | The Prince of Tennis                                   | Chōtaro Ōtori                                      |               |
| 2013 | Kakumeiki Valvrave                                     | Satomi Renbōkoji                                   |               |
| 2013 | Hetalia: The Beautiful World                           | Italia, Romano                                     | [ 11 ]        |
| 2013 | Yondemasu Yo, Azazel-san                               | Akutabe                                            | [ 12 ]        |
| 2013 | Little Battlers Experience Wars                        | Rikuya Tōgō                                        |               |
| 2013 | Devil Survivor 2: The Animation                        | Jungo Torī                                         | [ 13 ]        |
| 2013 | Arata Kangatari                                        | Hiruko                                             |               |
| 2013 | Brothers Conflict                                      | Iori Asahina                                       | [ 14 ]        |
| 2013 | Fate/kaleid liner Prisma Illya                         | Lord El-Melloi II (Waver Velvet)                   |               |
| 2013 | Kami-sama no Inai Nichiyōbi                            | Humpty Humbert / Kizuna Astin                      |               |
| 2013 | Servant × Service                                      | Padre de Hasebe                                    |               |
| 2013 | Daiya no Ace                                           | Chris Yū Takigawa                                  | [ 15 ]        |
| 2013 | Gatchaman Crowds                                       | Jō Hibiki                                          | [ 16 ]        |
| 2013 | One Piece                                              | Eustass Kid                                        |               |
| 2013 | Hakkenden: Tōhō Hakken Ibun                            | Osaki Kaname                                       |               |
| 2013 | Train Heroes                                           | Aru                                                |               |
| 2014 | Soredemo Sekai wa Utsukushii                           | Lani Aristes                                       | [ 17 ]        |
| 2014 | Haikyū!!                                               | Tōru Oikawa                                        | [ 18 ]        |
| 2014 | Baby Steps                                             | Takuma Egawa                                       | [ 19 ]        |
| 2014 | Mahō Sensō                                             | Kazuma Ryūsenji                                    |               |
| 2014 | Persona 4: The Golden Animation                        | Yu Narukami                                        |               |
| 2014 | Shōnen Hollywood                                       | Presidente / Tsuyoto Hīragi                        |               |
| 2014 | Space Dandy                                            | Carpaccio                                          |               |
| 2014 | Tokyo Ghoul                                            | Kishō Arima                                        |               |
| 2014 | Garo: Honō no Kokuin                                   | León Luis                                          |               |
| 2014 | Yu-Gi-Oh! ARC-V                                        | Leo Akaba                                          |               |
| 2015 | Kiseijū                                                | Miki                                               | [ 20 ]        |
| 2015 | Baby Steps Season 2                                    | Takuma Egawa                                       | [ 21 ]        |
| 2015 | Garo: Guren no Tsuki                                   | Fujiwara no Yasusuke                               |               |
| 2015 | Gintama                                                | Hitotsubashi Nobunobu                              |               |
| 2015 | Haikyū!! 2                                             | Tōru Oikawa                                        |               |
| 2015 | Hetalia: World Twinkle                                 | Italia                                             | [ 22 ]        |
| 2015 | Kare Baka                                              | Ponta Ninomiya                                     |               |
| 2015 | K: Return of Kings                                     | Yashiro Isana / Adolf K. Weismann                  | [ 23 ]        |
| 2015 | Ore Monogatari!!                                       | Hayato Oda                                         |               |
| 2015 | One-Punch Man                                          | Pig God, Doctor Genus                              | [ 24 ]        |
| 2015 | Prison School                                          | Jōji Nezu                                          | [ 25 ]        |
| 2015 | Arslan Senki                                           | Narsus                                             | [ 26 ]        |
| 2015 | Tokyo Ghoul √A                                         | Kishō Arima                                        |               |
| 2015 | Ushio to Tora                                          | Hyō                                                | [ 27 ]        |
| 2015 | World Trigger                                          | Kei Tachikawa                                      | [ 28 ]        |
| 2016 | Hai to Gensou no Grimgar                               | Kikkawa                                            | [ 29 ]        |
| 2016 | Sōsei no Onmyōji                                       | Arima Tsuchimikado                                 | [ 30 ]        |
| 2016 | Concrete Revolutio: Chōjin Gensō 2 Shirizu             | Yoshiaki Satomi                                    |               |
| 2016 | Beyblade Burst                                         | Zac Kaneguro                                       |               |
| 2016 | Days                                                   | Hisahito Mizuki                                    | [ 31 ]        |
| 2016 | ReLIFE                                                 | Nobunaga Asaji                                     | [ 32 ]        |
| 2016 | Pokémon: Sol y Luna                                    | Rotom                                              |               |
| 2017 | Fate/Apocrypha                                         | Lord El-Melloi II                                  |               |
| 2017 | Mahō Tsukai no Yome                                    | Lindel                                             | [ 33 ]        |
| 2017 | Aho Girl                                               | Perro                                              | [ 34 ]        |
| 2017 | Tsurezure Children                                     | Shin'ichi Katori                                   | [ 35 ]        |
| 2017 | Hand Shakers                                           | Voz del Dios                                       | [ 36 ]        |
| 2017 | Onihei Hankachō                                        | Tatsuzō                                            | [ 37 ]        |
| 2017 | Katsugeki/Tōken Ranbu                                  | Ōdenta Mitsuyo                                     |               |
| 2017 | Black Clover                                           | Jack the Ripper                                    | [ 38 ]        |
| 2018 | Hakata Tonkotsu Ramens                                 | Jirō                                               | [ 39 ]        |
| 2018 | Hōshin Engi                                            | Chū Ō                                              | [ 40 ]        |
| 2018 | Boruto: Naruto Next Generations                        | Momoshiki Ōtsutsuki                                |               |
| 2018 | Hug! Pretty Cure                                       | Uchifuji                                           |               |
| 2018 | Tōken Ranbu: Hanamaru 2 Shirizu                        | Ōdenta Mitsuyo                                     |               |
| 2018 | Violet Evergarden                                      | Gilbert Bougainvillea                              | [ 41 ]        |
| 2018 | Tokyo Ghoul:re                                         | Kishō Arima                                        | [ 42 ]        |
| 2018 | Pop Team Epic                                          | Pipimi                                             | [ 43 ]        |
| 2018 | Chūkan Kanriroku Tonegawa                              | Seiya Ichijō                                       | [ 44 ]        |
| 2018 | Full Metal Panic! Invisible Victory                    | Leonard Testarossa                                 | [ 45 ]        |
| 2018 | Senjūshi                                               | Napoleón                                           | [ 46 ]        |
| 2019 | W'z                                                    | Fumiyuki                                           | [ 47 ]        |
| 2019 | Meiji Tōkyō Renka                                      | Ōgai Mori                                          | [ 48 ]        |
| 2019 | Shinkansen Henkei Robo Shinkalion                      | Kirin                                              | [ 49 ]        |
| 2019 | Kimetsu no Yaiba                                       | Hotaru Haganezuka                                  | [ 50 ]        |
| 2019 | Kono Oto Tomare!                                       | Suzuka Takinami                                    | [ 51 ]        |
| 2019 | One Punch Man 2                                        | Pig God                                            | [ 52 ]        |
| 2019 | Star-Myu: High School Star Musical 3                   | Tōma Shiki                                         | [ 53 ]        |
| 2019 | Tejina-senpai                                          | Ma-kun                                             | [ 54 ]        |
| 2019 | The Ones Within                                        | Ichiya Niki                                        |               |
| 2019 | Lord El-Melloi II-sei no Jikenbo                       | Lord El-Melloi II                                  | [ 55 ]        |
| 2019 | Kengan Ashura                                          | Setsuna Kiryū                                      | [ 56 ]        |
| 2019 | Ahiru no Sora                                          | Katsumi Takahashi                                  | [ 57 ]        |
| 2019 | Black Clover                                           | Kirsch Vermillion                                  | [ 58 ]        |
| 2020 | Orphen                                                 | Childman Powderfield                               | [ 59 ]        |
| 2020 | ARP Backstage Pass                                     | Eiji Kanō                                          | [ 60 ]        |
| 2020 | Cagaster                                               | Griffith                                           | [ 61 ]        |
| 2020 | Hachinan tte, Sore wa Nai Deshō!                       | Alfred                                             | [ 62 ]        |
| 2020 | Nami yo Kiite Kure                                     | Mitsuo Suga                                        | [ 63 ]        |
| 2020 | Dungeon ni Deai o Motomeru no wa Machigatteiru Darō ka | Dix Perdix                                         |               |
| 2020 | Digimon Adventure                                      | Yamato Ishida                                      | [ 64 ]        |
| 2020 | BNA: Brand New Animal                                  | Pinga                                              | [ 65 ]        |
| 2020 | The God of High School                                 | Park Mu-jin                                        | [ 66 ]        |
| 2020 | Taiso Samurai                                          | Shōtarō Aragaki                                    | [ 67 ]        |
| 2020 | Viajes Pokémon                                         | Lucario de Satoshi, Pokédex de Koharu              | [ 68 ] [ 69 ] |
| 2020 | Yu-Gi-Oh! Sevens                                       | Otes                                               |               |
| 2021 | Ex-Arm                                                 | Sōshi Shiga                                        | [ 70 ]        |
| 2021 | Mushoku Tensei                                         | Ruijerd Superdia                                   | [ 71 ]        |
| 2021 | Re:Zero kara Hajimeru Isekai Seikatsu                  | Arch                                               | [ 72 ]        |
| 2021 | Kumo desu ga, Nani ka?                                 | Black                                              | [ 73 ]        |
| 2021 | World Trigger Season 2                                 | Kei Tachikawa                                      | [ 74 ]        |
| 2021 | Jujutsu Kaisen                                         | Chōsō                                              | [ 75 ]        |
| 2021 | Hetalia: World Stars                                   | Italia, Romano                                     | [ 76 ]        |
| 2021 | Edens Zero                                             | Justice / James Holloway                           | [ 77 ]        |
| 2021 | Scarlet Nexus                                          | Kagero Donne                                       | [ 78 ]        |
| 2021 | Tokyo Revengers                                        | Haitani Ran                                        | [ 79 ]        |
| 2021 | Takt op.                                               | Felix Schindler                                    | [ 80 ]        |
| 2021 | Lupin the 3rd Part 6                                   | Goemon Ishikawa XIII                               | [ 81 ]        |
| 2022 | Salaryman's Club                                       | Masahiko Utsugi                                    | [ 82 ]        |
| 2022 | Gunjō no Fanfāre                                       | Yoshihisa Kuji                                     | [ 83 ]        |
| 2022 | Eternal Boys                                           | Tsuyoshi Imagawa                                   | [ 84 ]        |

### OVAs
- Black Lagoon: Roberta's Blood Trail - Rock
- Mobile Suit Gundam 0080: War in the Pocket - Alfred Izuruha
- Onihei: Sono Otoko, Heizou Hasegawa - Tatsuzō Hasegawa

### ONAs
- JoJo's Bizarre Adventure: Stone Ocean - Narciso Anasui

### Especiales
- Black Lagoon Omake - Rokuro "Rock" Okajima

### CD Drama
- Arslan Senki: Señor Feudal y esclavo - Narsus

### Tokusatsu
- Tokusō Sentai Dekaranger - Gyoku Rou
- Mahō Sentai Magiranger - N-Ma
- Engine Sentai Go-onger - Speedor

### Videojuegos
- Prince of Persia (2008) - Príncipe
- Burn Your Fat With Me! FG (2015) - "Katsuragi Kei"
- NieR: Automata - "Adam"
- JoJo's Bizarre Adventure: All Star Battle - Giorno Giovanna
- JoJo's Bizarre Adventure: Eyes of Heaven - Giorno Giovanna
- Alchemy Stars - Matthieu
- Persona 4 - Yu Narukami
- Sekiro: Shadows Die Twice - "Sekiro"

## Música
- Como parte del grupo "Kangoku Danshi (監獄男子)", participó del opening Ai no Prison (愛のプリズン) y del ending Tsumibukaki Oretachi no Sanka (罪深き 俺たちの賛歌) de Prison School.[85][86]

- También en los endings de Hetalia, (como Marukaite Chikyuu y demás) y muchas otras canciones del mismo anime.